# Rolewice
Rolewice – wieś w Polsce położona w województwie lubuskim, w powiecie strzelecko-drezdeneckim, w gminie Dobiegniew przy drodze krajowej nr 22.
W latach 1975–1998 miejscowość administracyjnie należała do województwa gorzowskiego. Na południe od jeziora znajduje się jezioro Rolewiec.